# 오무사티주

오무사티 주의 위치

오무사티주(영어: Omusati)는 나미비아 북부에 위치한 주로, 주도는 우타피이며 면적은 13,638km2, 인구는 228,364명(2001년 기준)이다. 북쪽으로는 앙골라 쿠네느주, 북동쪽으로는 오항궤나 주, 동쪽으로는 오샤나 주, 남쪽과 서쪽으로는 쿠네네 주와 접하며 9개 선거구로 나뉜다.